# Command & Conquer 3: Kane's Wrath
Command & Conquer 3: Kane's Wrath (укр. Командуй і завойовуй 3: Лють Кейна) — аддон до відеогри жанру стратегії в реальному часі Command & Conquer 3: Tiberium Wars. Розроблений і виданий компанією Electronic Arts, випущений 24 березня 2008 під Windows. Версія для Xbox 360 вийшла 13 червня 2008 року.
Сюжетна кампанія охоплює різні періоди з кінця Tiberian Sun і до кількох років після Tiberium Wars. Гравець виступає в ролі штучного інтелекту Братства Нод, що виконує дані Братством військові завдання, котрі доповнюють історію Tiberium Wars.

## Нововведення

### Армії
Всі армії в доповненні Kane's Wrath отримали додаткових юнітів. Крім того було перерозподілено вдосконалення. Зокрема, вивчення вдосконалень електростанцій тут можливе на раніших етапах гри.
GDI: мобільна зенітна платформа «Праща» (англ. Slingshot), мобільна ультразвукова гармата «Розщеплювач» (англ. Shatterer), гелікоптер «Молотоглав» (англ. Hammerhead) з відсіком для піхоти.
Братство Нод: стелс артилерія «Спектр» (англ. Specter), бронетранспортер «Обвинитель» (англ. Reckoner), здатний розкладатися в бункер.
Скріни: багатофункціональна крокуюча платформа «Мехапед» (англ. Mechapede), що озброюється за вибором гравця, штурмові піхотинці «Руйнівники» (англ. Ravagers).

### Режим Глобального завоювання
Цей режим являє собою покрокову глобальну стратегію, битви в якій відбуваються в реальному часі. На початку дається карта планети, по якій у випадковому порядку розкидані бази трьох ігрових сторін — скрінів, Нод і GDI. Кожного ходу бази приносять певний дохід, залежно від кількості міст в зоні їх контролю. За кошти гравець вільний наймати армії різного складу, користуватися тактичними здібностями, чи вдосконалювати базу, збільшуючи її обороноздатність та зону контролю. Коли дві армії стикаються на глобальній карті — починається одиночний бій. Гравець може обрати, провести бій вручну, чи доручити миттєвий розрахунок результатів комп'ютеру. Для перемоги в режимі завоювання потрібно не тільки знищити бази всіх конкурентів, але і виконати поставлену для фракції мету. GDI мусять контролювати 33 % карти, Нод — захопити 24 міста і підняти в них бунт, а скріни — завершити 9 веж.
У версії гри для Xbox 360 цей режим замінено на серію з 10-и випробувань вправності гравця у різних ситуаціях.

### Підфракції
Для кожної з фракцій в цьому доповненні додалися по дві підфракції. Вони різняться доступними військами, спеціальними можливостями і вдосконаленнями, та, як наслідок, стилем ведення боїв.
«Сталеві кігті» (Steel Talons)
Експериментальний батальйон, створений після Другої тиберіумної війни. Ця група спеціалізувалася на польових випробуваннях передових технологій GDI до того як командування вирішило відійти від їх традиційної доктрини перевершуючої вогневої потужності на користь введення захисних космічних технологій. Бронетехніка «Сталевих кігтів» включає в себе дещо видозмінену крокуючу техніку з Tiberian Sun: крокуючі танки «„Титан“ моделі II» (англ. Titan Mk. II), розвід-екзоскелети «Росомаха» (англ. Wolverine Mk. II) і крокуючу артилерію «Бегемот» (англ. Behemoth, варіацію «Джаґґернаута» з бункером для піхоти). Ультразвукові технології ери Tiberium Wars ними не використовуються через впровадження програми «Чистий світ — без тиберіуму», адже новітні технології вимагають тиберіуму для функціонування. Але їхні оборонні гармати і гармати «Титана» можуть бути поліпшені рельсотронами. Також були зроблені невеликі поліпшення для стандартних військ: інженери озброєні пістолетами, звучись бойовими інженерами (англ. Combat engineers), комбайни отримали бункер для піхоти, ставши важкими комабайнами (англ. Heavy harvester), а бронетранспортери здатні ремонтувати техніку в польових умовах взамін на кулемет (англ. Repair APC). Техніка «Сталевих кігтів» може бути поліпшена важкою бронею, яка блокує електромагнітні імпульси. Проте «Кігті» не мають високорівневої піхоти звичайних сил GDI і деяких здібностей регулярних військ.
«Команда зональних операцій» (Zone Operations Command (ZOCOM))
«Команда зональних операцій» — елітний підрозділ, створений під час Третьої тиберіумної війни для боротьби з планетарним тиберіумним зараженням і очищенням Червоних зон Землі. Складається переважно з ветеранів і високотехнологічних солдатів GDI. Війська «ZOCOM» користуються технологіями, пов'язаними з останніми досягненнями в області ультразвукової зброї, обладнані особливим скафандрами, здатними протистояти згубному впливу тиберіуму. Ця підфракція замінює стандартних штурмовиків на так званих «Рейдерів зони» (англ. Zone Raider) — спеціально навчених жінок-піхотинців у протитиберіумних скафандрах, озброєних зенітними ракетам і гранатометами з особливими ультразвуковими гранатами. Крім того, їхні бомбардувальники «Косатки ZOCOM» (англ. ZOCOM Orca) озброєні ультразвуковими гранатами замість стандартних бомб. Також «ZOCOM» мають модифіковану версію «Титана» — «Зональний руйнівник» (англ. Zone Shatterer), що відрізняються від стандартного подовженим стволом гармати і можливістю перенаправити енергію на знаряддя для надпотужного пострілу за рахунок тимчасового відключення систем управління.
«Чорна рука» (Black Hand)
Орден жерців — воїнів Братства Нод, що спеціалізується на потужних і тренованих штурмових військах. Стандартною піхотою «Чорної руки» є загін сповідників, озброєних галюциногенними гранатами і протипіхотними кулеметами Гатлінга, які можна поліпшити тиберіумними снарядами, що завдають великих ушкоджень ворожій піхоті і легкій техніці. Дружня піхота поблизу наставників збільшує свою скорострільність, витривалість і набуває опору до придушення. Вся піхота «Чорної руки» тренується на рівні ветеранів, а їхні командо відразу отримують максимальний рівень досвіду. Командирам «Чорної руки» дозволяється мати одночасно два командо на полі бою. Війська «Чорної руки» також містять у собі попередників роботів класу «Аватар» — «Очищувачів» (англ. Purifier), які, крім потужного лазерного озброєння, також наділені вогнеметом, але не можуть доповнювати себе деталями іншої техніки, як це може «Аватар». Всі вогнемети цієї підфракції можуть бути покращені для сильнішого ураження ворогів. Взамін, «Чорна рука» не має жодних стелс-технологій або ВПС. Замість стелс танка, «Чорна рука» ввела на озброєння роботизовану ЗСУ «Богомол» (англ. Mantis).
«Мічені Кейном» (Marked of Kane)
Ця підфракція не тільки воліє використовувати стелс-технології Братства, але також новітні радикальні тиберіумні технології та кіборгізацію. «Мічені Кейном» замінюють погано треновані загони автоматників кіборгами класу «Пробуджені» (англ. Awakened). Ця важка піхота ефективна проти піхоти ворога і здатна відключати ворожу техніку електромагнітними імпульсами. Елітні кіборги класу «Просвітлені» (англ. Enlightened) порівнянні за ефективністю зі штурмовиками GDI і озброєні променевою зброєю і більш потужними генераторами ЕМІ. Ці кіборги, разом з саботажниками підфракції, можуть бути кібер-поліпшені, дозволяючи їм швидше переміщатися по полю бою. Штурмові загони вогнеметників «Чорної руки» замінені на аналогічні їм за застосуванням загони «Тиберіумних бійців» (англ. Tiberium Trooper), зброя яких вражає ворога рідким тиберіумом. «Мічені Кейном» також мають на озброєнні магнітні міни, які прилипають звідусіль до ворожої техніки, ефективніше її знищуючи, замість вибухати прямо під нею. В той же час підфракція позбавлена вогнеметних танків.
«Женці-17» (Reaper-17)
Ця штурмова фракція скрінів має важку бронетехніку та ефективніші методи збору тиберіуму. Взамін на наземну міць, секта «Женців» не має ні ВПС (крім літака «Буревісника») ні технологій гіпнозу. Ця підфракція має на озброєнні посилений «Осколковий крокуючий танк» (англ. Shard Walker) і поліпшену версію «Анігілятора» — «Женця» (англ. Reaper Tripod), який використовує тиберіум, як і танк танк «Поглинач» (англ. Devourer Tank), для тимчасового посилення атаки. «Женці» мають більш ефективні енергощити, які можуть навіть блокувати ЕМІ. Осколкові знаряддя цієї підфракції можуть використовувати синій тиберіум, який завдає більше ушкоджень. Комбайни і легкі танки мають власні енергощити.
«Мандрівники-59» (Traveler-59)
Повна протилежність «Жнеців», секта «Мандрівників» покладається на швидкість і контроль розуму ворогів. Замість «Контролера» вони мають юніта «Чудо» (англ. Prodigy), здатного одночасно контролювати кілька ворогів і телепортувати союзників. Також вони мають «Сектантів» (англ. Cultist) — симбіоз «Контролера» і звичайної людини, який не володіє атакою, зате може контролювати по одному юніту ворога, при цьому дозволяється створювати нескінченне число «Сектантів». Оскільки «Мандрівники» покладаються на швидкість і контроль розуму, в їхніх військах відсутній танк «Поглинач». Також авіація літає швидше за авіацію звичайних скрінів.

### Епічні юніти
У Command and Conquer 3: Лють Кейна представлений новий клас юнітів — «епічні юніти». Це повільні, важко броньовані машини, що завдають великих ушкоджень і можуть чавити під час руху інші машини. У кожного «епічного юніта» також є спеціальна здатність, яка слугує підтримкою військам чи економіці. Вони можуть бути побудовані лише в одному екземплярі в спеціальній будівлі. Коли «епічного юніта» створено, всі гравці отримують голосове сповіщення про це.
Всі епічні юніти обладнані гарнізонними відсіками для піхоти. Різні піхотні загони дають поліпшенням, які залежать від типу загону.
- MARV (англ. Mammoth Armed Reclamation Vehicle) — величезний четиригусеничний танк, заснований на базі «Мамонта» GDI, озброєний триствольною ультразвуковою гарматою. В MARV є спеціальна можливість — збирання тиберіуму з перероблянням його в кредити.
- «Спокутувач» (англ. Redeemer) — чотириногий робот Братства Нод, створений на основі «Аватара». «Спокутувач» озброєний потрійною лазерною гарматою, дуже ефективною проти одиночних цілей. В «Спокутувач», також як і в MARV, можна садити піхоту, хоча він обладнаний всього двома відсіками для цього. Здатність «Генератор люті» (англ. Rage Generator) змушує всі юніти в області дії атакувати один одного, якщо вони не атакують в цей час юніти гравця.
- «Викорінювач» (англ. Eradicator Hexapod) — комахоподібний біомеханізм скрінів. Його спеціальна здатність — знищення і збирання 15 % вартості юнітів або будівель противника під собою. З поміщеним у відсік піхоти Контролером отримує здатність до телепортації.

## Сюжет
Перший акт: Возз'єднання
У 2034 році світ оговтується після Другої тиберіумної Війни, лідер Нод Кейн вважається мертвим. Вцілілий насправді Кейн входить у бункер глибоко під землею, майже повністю зцілений (отримав поранення в фіналі Tiberian Sun від GDI), крім частини лиця, яку ховає під маскою. Він наказує ледь функціонуючому штучному інтелекту CABAL почати повстання в Ріо-де-Жанейро. Знищуючи місцеве відділення GDI і зрадників Братства, Кейн закладає основу свого майбутнього повернення до влади. В ході операції в Австралії CABAL повертає банки даних з інформацією про нові технології маскування Нод. Після успішного виконання завдання, Кейн розповідає комп'ютеру про свій план возз'єднання відокремлених і тому слабких фракцій Братства. Оскільки поки розкривати себе світу надто ризиковано, Кейн вибирає Маркіона, лідера «оновленої» підфракції «Чорна рука» як лідера. CABAL знищує базу Маркіона і захоплює ескорт його самого. Маркіон змушений повернутися на бік Кейна, ставши його політичною маріонеткою. Потім Кейн наказує знищити лабораторії GDI з дослідження рідкого тиберіуму в Австралії, що спрчиняє екологічну катастрофу на континенті, перетворивши його в Червону зону, що провокує повстання проти GDI. CABALy він говорить: «Час спати… і бачити… сни», після чого система вимикається.
Другий акт: Повстання Кейна
У 2046 році гравець отямлюється в образі тактичного штучного інтелекту, створеного на основі CABALa — LEGIONa. Кейн починає готуватися до знищення космічної станції «Філадельфія», наказуючи гравцеві зруйнувати мережевий центр та центр управління Іонною гарматою. Розуміючи, що знищення «Філадельфії» обезглавить GDI, Кейн вирішує зробити скарбника GDI Редмонда Бойла своєю маріонеткою. Він організовує диверсійну операцію в скарбниці, через яку Бойл залишається на Землі.
Наступним завданням стає викрадення доктора Жиро, дослідника рідкого тиберіуму. В Африці Нод зустрічається з надважким танком GDI MARV і розробляє для протидії йому «Спокутувача». Тим часом абатиса Алекса Ковач вважає, що Кейн веде Братство до поразки. Вона замислює виставити вірного Кейну генерала Кілліан Катар, яка однак сумнівається в його адекватності, зрадницею, щоб самій домогтися влади в Нод. Абатиса ненавидить LEGION, адже він був створений на основі CABALa, який повставав проти людей, проте змушена заручитися його підтримкою. Вона переконує LEGION, що Катар посміла вважати себе рівною Кейну, після чого наказує напасти на головний храм Нод, прикидаючись Катар.
LEGION захоплює в Китаї артефакт Тацит, що містить дані про тиберіум, під час вторгнення на Землю скрінів. Вони женуться за артефактом, але їм не вдається наздогнати конвой. Тим часом Ковач заражає більше непотрібний їй LEGION вірусом. Розлютований Кейн наказує заарештувати її. Перш ніж абатису забирає варта, Ковач вихоплює пістолет і, вигукнувши ритуальну фразу Братства «Peace through power» (Мир через силу!), вбиває себе. Пошкоджений LEGION вимикається.
Третій акт: Відродження
У 2052 LEGION пробуджується після Третьої тиберіумної Війни, і Кейн наказує йому повернути Тацит, який в руках GDI став нестабільним. Кейну необхідний Тацит для його таємного грандіозного плану, тому він спершу наказує LEGIONy пробудити «Помічених Кейном» — кіборгів, схованих в Сибіру ще за часів Другої тиберіумної Війни.
Після успішної реактивації, Кейн посилає гравця забрати Тацит з лабораторії GDI в Скелястих горах, поки дослідники не пошкодили його. Після успішного викрадення пристрою, Кейн підключає нестабільний Тацит до LEGIONa зі словами «Один шлях — одна мета». LEGION отримує доступ до всього обсягу знань з артефакта, після чого демонструється ролик послання в космос сигналу, а наприкінці з'являється напис мовою скрінів: «Міжпросторовий портал активований».

## Оцінки
| Агрегатор  | Оцінка |
| ---------- | ------ |
| Metacritic | 77%    |

| Видання                      | Оцінка  |
| ---------------------------- | ------- |
| 1Up.com                      | 9.1/10  |
| Game Informer                | 7.25/10 |
| GamePro                      | 4.5/5   |
| GameSpot                     | 7.5/10  |
| GameSpy                      | 3/5     |
| IGN                          | 7.9/10  |
| Official Xbox Magazine (США) | 6.5/10  |

Аддон отримав загалом сприятливі відгуки, в середньому 77 % балів на Metacritic і 78 % на GameRankings. IGN поставили 7.9 балів з 10, підсумувавши свою рецензію словами: «У кінцевому рахунку, „Лють Кейна“ є тим, чому фанати RTS старої школи і закоренілі ветерани C&C будуть раді. Там достатньо всього, щоб тримати їх зайнятими протягом тривалого часу. Ті ж, хто шукає більш сучасного досвіду RTS повинні все-таки шукати в іншому місці».
Gamspot дали 7.5 балів, зазначивши: «Всі ці нововведення — нові підрозділи, новий режим, і так далі — дали більше способів грати, але вони не складають суті цього пакету розширення. Все це робить пакет ширшим, але не обов'язково кращим. Звичайно, нові підфракції дають вам більше різноманітності, але не кожна є істотною, а в деяких випадках не приводить в захват („Сталеві кігті“, ви розумієте). Додайте належну кампанію, і ви отримаєте хороше розширення, яке могло б бути набагато, набагато кращим».